# 찰리 가르시아
찰리 가르시아(Charly García, 1951년 10월 23일 ~ )은 아르헨티나의 록음악 가수이다. 그는 Sui Generis, Serú Girán, La Máquina de Hacer Pájaros와 같은 인기 록그룹에서 활동했으며, 솔로 활동으로도 성공을 거뒀다.